# Morgan Steinmeyer Håkansson
Morgan Steinmeyer Håkansson (Norrköping, 1973) è un chitarrista svedese.
È noto per essere chitarrista e fondatore della black metal band svedese Marduk ed essere stato strumentista dei sempre svedesi Abruptum con lo pseudonimo di Evil.

### Con i Marduk

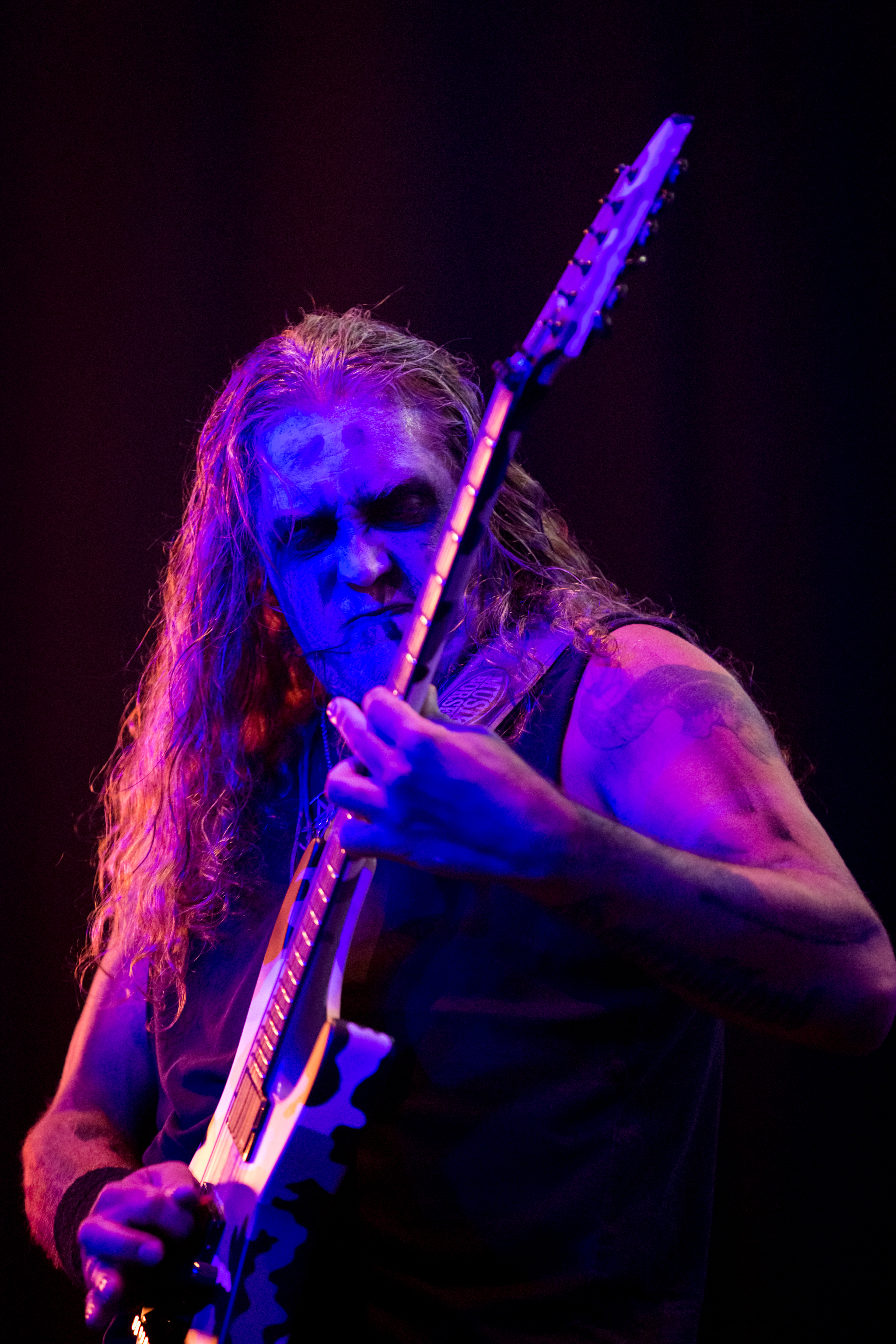
Morgan Håkansson con i Marduk al Wacken Open Air 2016